# Hypena corticia
Hypena corticia là một loài bướm đêm trong họ Erebidae.